# Quentin Blake

Quentin Blake (Sidcup, Gran Londres, 16 de diciembre de 1932) es un ilustrador, escritor y dibujante británico. Es muy conocido por su labor como ilustrador de literatura infantil, fundamentalmente de las obras de Roald Dahl. Es licenciado en literatura inglesa. 
Su estilo artístico es muy característico, con líneas a tinta trazadas con rapidez e inseguridad estudiadas. El color, por lo general, se da con manchones de acuarela. Según ha explicado el autor, la espontaneidad de sus imágenes parte de un primer dibujo realizado a mano alzada y con libertad, que luego va puliendo. La caracterización de los personajes que cobran vida entre sus manos es concebida milimétricamente, consiguiendo de esta forma aproximarse al mundo del garabato que tanto prima en los dibujos infantiles, de ahí, quizá, su éxito entre el público infantil.
Ha sido condecorado con la Medalla Kate Greenaway, el Premio Bologna Ragazzi, se le concedió el Premio Hans Christian Andersen en la categoría de ilustración en 2002 y el Premio Eleanor Farjeon en 2012.
Ha ilustrado libros muy famosos, cómo por ejemplo Charlie y La Fábrica De Chocolate.[cita requerida]